# Тёрн
Тёрн, или Терно́вник, или Сли́ва колю́чая (лат. Prúnus spinósa) — небольшой колючий кустарник, вид рода Слива (Prunus) семейства Розовые (Rosaceae).

## Название
Слово «тёрн» восходит к праслав. *tьrnъ («колючка»).

## Ботаническое описание

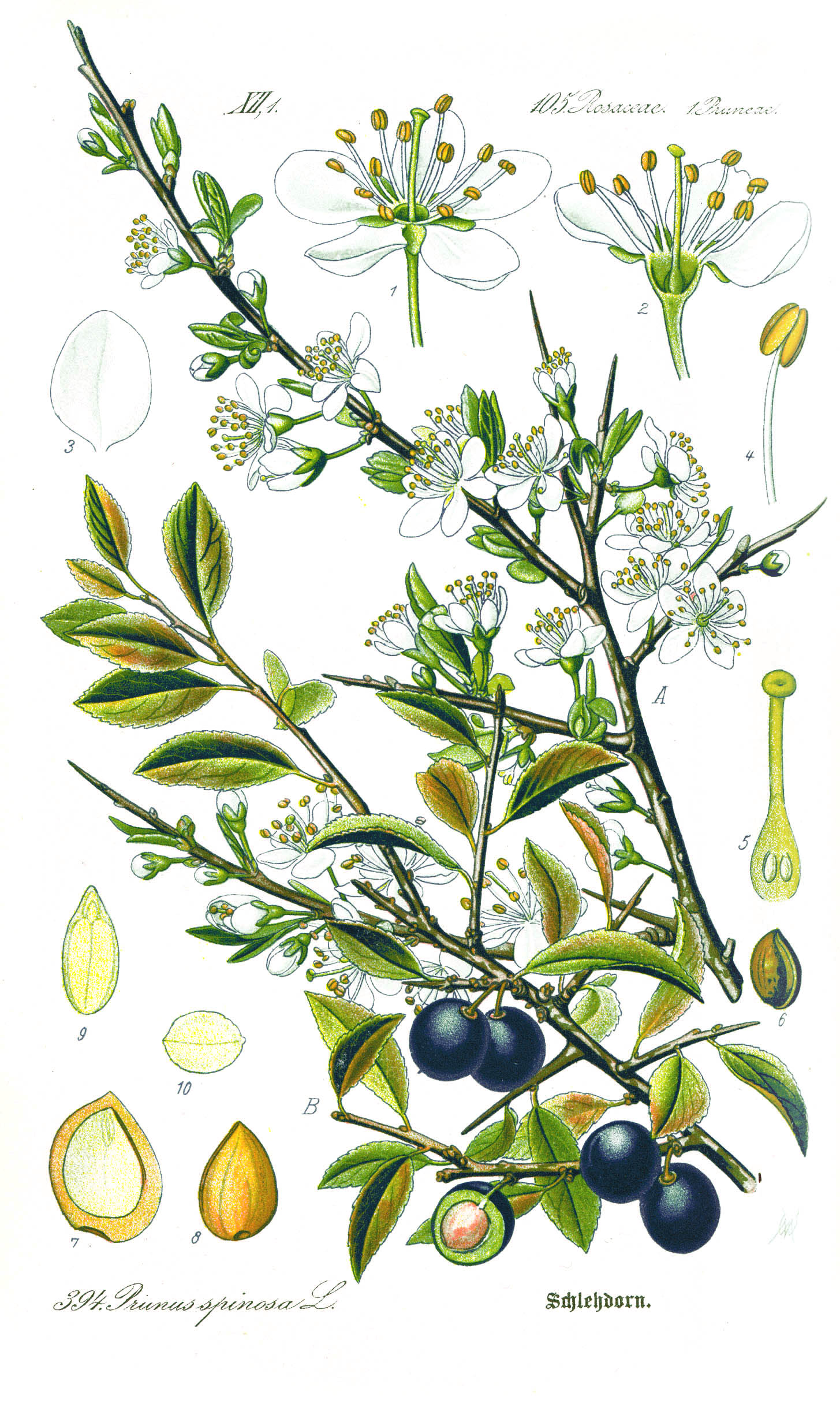

Кустарник высотой 3,5—4,5 м, реже низкорослое дерево не выше 8 м. Ветви обильно покрыты колючками. Разрастаясь в стороны при помощи корневых отпрысков, тёрн образует густые колючие и труднопроходимые заросли.
Листья эллиптические или обратнояйцевидные, зубчатые, длиной до 5 см.
Цветки мелкие, белые, раскрываются поодиночке либо попарно ранней весной, когда листьев ещё нет. Цветение очень обильное, в апреле-мае, до листораспускания.
Формула цветка: {\displaystyle \ast K_{(5)}\;C_{5}\;A_{20}\;G_{\underline {1}}\;}.
Плоды — округлые однокостянки, похожие на сливу, с сизым восковым налётом, диаметром 12 мм, по вкусу терпко-кислые, созревают поздно.

## Распространение и экология
Ареал охватывает практически всю Европу. Северная граница проходит севернее 60° с. ш. по Скандинавскому полуострову и крайнему юго-западу Финляндии, на востоке доходит до Мордовии и южной части Татарстана. Также встречается в Казахстане, Тунисе, Малой Азии и Иране.
Растёт обычно густыми зарослями, преимущественно в лесостепи и в колках кустарников в степи, нередко по опушкам леса, на лесосеках. В Крыму и на Кавказе встречается до высот 1200—1600 метров над уровнем моря.

## Хозяйственное значение и использование

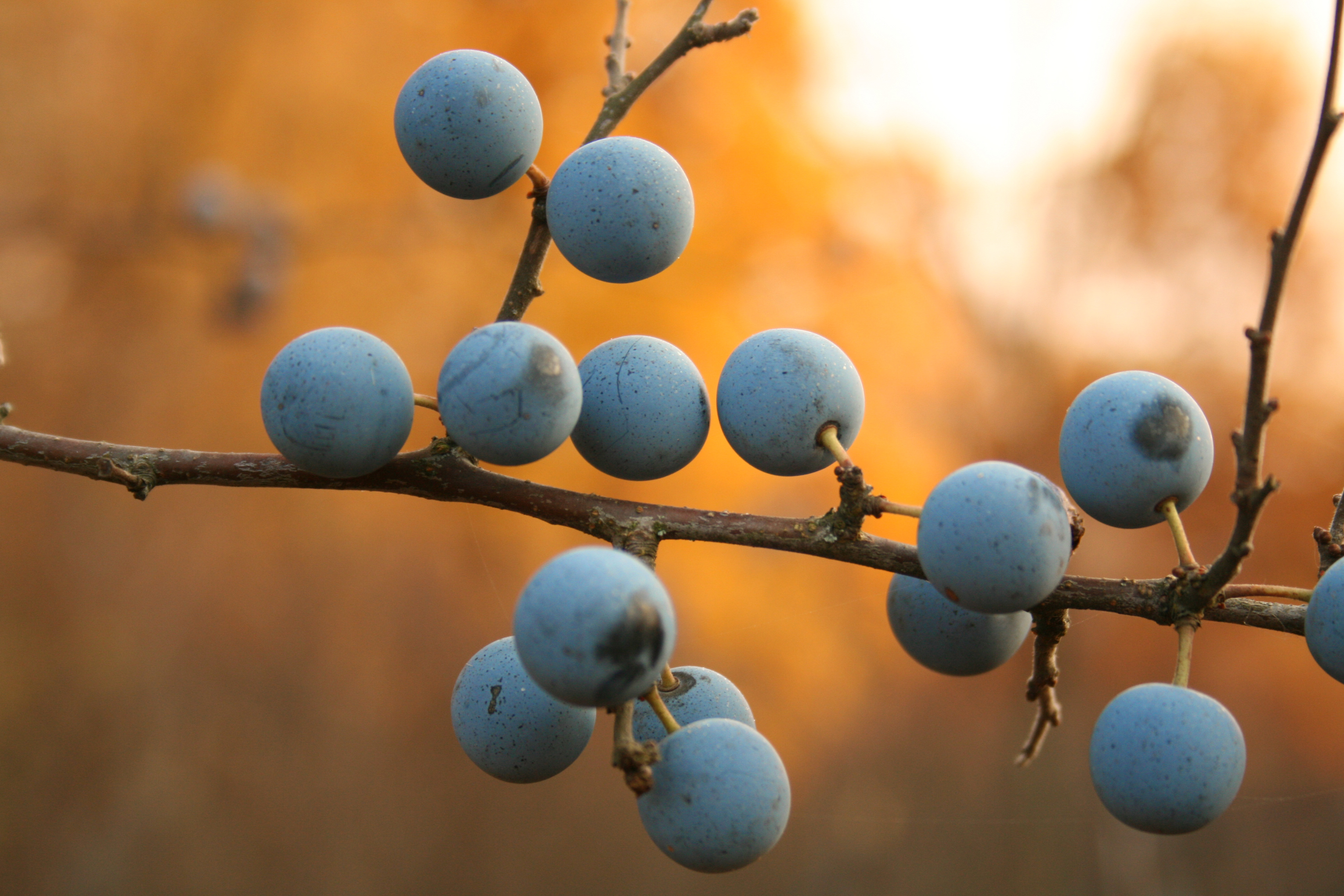
Костянки тёрна. Белгородская область

Медонос, даёт пчёлам преимущественно пыльцу-обножку и немного нектара. Продуктивность мёда при пересчёте на гектар в свежих дубравах 32—88 кг, на сухих сильно эродированных почвах 34—57 кг/га. Тёрн, произрастающий на свежих почвах, сильно реагирует на метеорологические условия. На сухих почвах метеорологические условия в меньшей степени оказывают влияние на продуктивность, что характеризует его как засухоустойчивую породу.
В народной медицине плоды тёрна использовались при желудочно-кишечных заболеваниях, а также как кровоочистительное, диетическое и противовоспалительное средство. Считалось, что отвар из цветков обладает мочегонным, потогонным, слабительным, антитоксическим и кровоочистительным свойствами. Из листьев растений готовили отвары, которые употреблялись при заболеваниях почек. Плоды и корни использовались для получения краски. Плоды употребляют в сыром виде, варят из них варенье и компот.
У тёрна много тетраплоидных гибридов с другими видами. Их правильное название — гибридный тёрн. Для Средней полосы России подойдёт тёрн 'Абрикосовый' (гибрид тёрна с чёрным абрикосом) и формы тёрна душистого (гибриды с китайско-американской сливой 'Тока') '10-17', '16-9', '83'. Плоды у них практически без терпкости, ароматные. Зимостойкость на уровне тёрна.

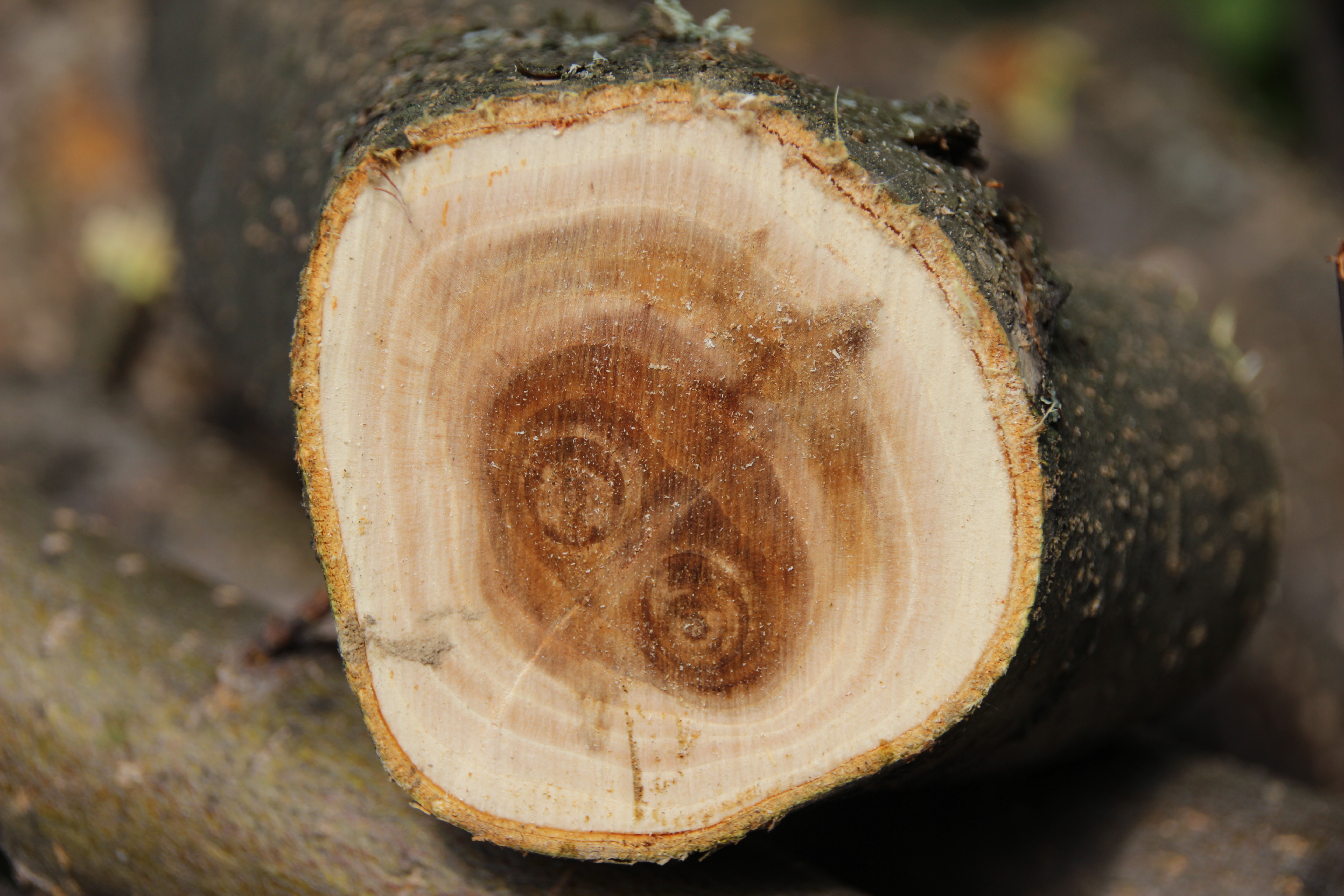
Древесина на срезе

Древесина тёрна очень прочная и твёрдая, коричнево-красноватого цвета, хорошо поддаётся полировке. Её используют при производстве мелких столярных и токарных изделий, тростей.
Используется терновник и в качестве декоративных живых изгородей. Специально высаживают кусты терновника на откосах, в оврагах, по берегам рек и каналов, чтобы укрепить их. Служит отличным подвоем для кустарниковых форм персика, абрикоса и слив.
В Англии, настаивая джин на плодах тёрна с сахаром, получают популярный десертный ликёр, который так и называется — терновый джин.
Плоды содержат около 8 % сахаров (левулозу и сахарозу), почти 2,5 % кислот (преимущественно яблочную), около 1 % пектиновых и более 1,5 % дубильных веществ, витамин C, красное красящее вещество. Из-за терпкого вкуса плоды почти не едят свежими; из них делают варенье, компот, спиртной напиток «терновка», уксус, квас, добавляют в супы для подкисления. Поджаренные плоды вместе с листьями — заменитель кофе. После заморозков плоды становятся вкуснее и пригодны в пищу в свежем виде. Во Франции маринованные незрелые плоды тёрна употребляют вместо маслин.
В семенах до 37 % жирного масла, которое может иметь техническое применение. В пищу семена употреблять нельзя из-за присутствия в них ядовитого гликозида амигдалина.
В листьях содержится около 200 мг% аскорбиновой кислоты. Местами их используют как заменитель чая.
Кору и древесину можно употреблять для дубления кож.
Сок плодов и корни дают зелёное, жёлтое, красное, коричневое и серое окрашивание.
Иногда поедается крупным рогатым скотом, лошадьми, козами и овцами. Поедается зайцем-русаком (Lepus europaeus).

## Классификация

### Таксономическое положение
- Prunus spinosa L., 1753, Sp. Pl. : 475

Вид Слива колючая (Тёрн) относится к роду Слива (Prunus) семейства Розовые (Rosaceae) порядка Розоцветные (Rosales), последовательно входящего в более крупные клады Фабиды → Розиды → Суперрозиды → Эвдикоты → Цветковые растения. Таксономическая схема в соответствии с Системой APG IV по состоянию на июнь 2024 года:
|  |                          |  |                                   |                                   |                   |  | еще 8 семейств | еще 8 семейств |                   |  |  |  | еще 392 подтвержденных вида и 596 видов, ожидающих подтверждения |
|  |                          |  |                                   |                                   |                   |  | еще 8 семейств | еще 8 семейств |                   |  |  |  | еще 392 подтвержденных вида и 596 видов, ожидающих подтверждения |
|  |                          |  |                                   | порядок Розоцветные               |                   |  |                |                | род Слива         |  |  |  |                                                                  |
|  |                          |  |                                   | порядок Розоцветные               |                   |  |                |                | род Слива         |  |  |  |                                                                  |
|  | клада Цветковые растения |  |                                   |                                   | семейство Розовые |  |                |                | вид Слива колючая |  |  |  |                                                                  |
|  | клада Цветковые растения |  |                                   |                                   | семейство Розовые |  |                |                |                   |  |  |  |                                                                  |
|  |                          |  | ещё 63 порядка цветковых растений | ещё 63 порядка цветковых растений |                   |  |                | еще 116 родов  | еще 116 родов     |  |  |  |                                                                  |
|  |                          |  |                                   | ещё 63 порядка цветковых растений |                   |  |                |                | еще 116 родов     |  |  |  |                                                                  |

### Внутривидовые таксоны
По современной классификации ботанические таксоны в ранге ниже вида не выделяются, хотя ранее указывались, например, такие самостоятельные формы как
- f. plena West. — с белыми махровыми цветками;
- f. purpurea Andre — с розовыми цветками и пурпурными листьями;
- f. typica Medw. — с голыми листьями и цветоножками;
- f. puberula Medw. — цветоножки и нижняя часть листьев опушены[5].